# Udviklingshæmmedes Landsforbund
ULF- Udviklingshæmmedes LandsForbund er en interesseorganisation for mennesker med et udviklingshandikap. Organisationen adskiller sig fra andre lignende organisationer ved som den eneste i landet at være drevet og styret af mennesker med et udviklingshandikap. Det er en landsdækkende organisation med flere lokale afdelinger, der drives på frivillig basis. ULF er fysisk placeret i Vejle. ULF laver kurser for mennesker med udviklingshandikap over hele landet, som handler om alle aspekter af livet, og har også sin egen dating-side for mennesker med et udviklingshandikap.